# Ruyigi
Ruyigi este un oraș situat în partea de est a statului Burundi. Este reședința provinciei omonime.